# Live in Toronto!
Live in Toronto! è il quarto album live di Long John Baldry, pubblicato nel 2002.